# 早川敬之
早川 敬之（はやかわ たかゆき、1971年 - ）は、日本の実業家。プロデューサー。

## 来歴
映像プロデューサー・投資家・シリアルアントレプレナー。クリエィティブ・マネジメント領域を専門とし、ギネス世界記録を打ち立てたARゲーム「Pokémon GO」の開発に貢献するなど、デジタル変革とプラットフォームの収益化に卓越した実績を持つ。世界的なエンターテインメント・エコシステムを構築する力に突出し、在任中に携わった企業のCAGR（年平均成長率）を1117%にまで引き上げた。　　　　　　
北米のHAYAKAWA & Associatesの主宰として、映画、アニメ、連続ドラマ、バラエティに投資するクリエイティブ・スタジオを運営。手がけた北野武監督の映画『Broken Rage』は、2025年にAmazon Prime Videoで世界配信され、ヴェネツィア国際映画祭に正式出品。雪山と文明、辺縁と都市を自由に往還しながらストリーミング・プラットフォームの可能性を拡張し続けている。
Amazon Prime Video日本オリジナルコンテンツ製作責任者として、グローバル基準のクオリティと日本独自の感性を融合させるエンターテインメントを製作総指揮。メディア業界では稀な「ティール組織型採用」を実践、有能なクリエーターを雇用し映像化が困難と言われてきた作品を次々に世に送り出した。

## 人物
仙台市生まれ。1994年NHKに入局。テレビドキュメンタリーのディレクター・プロデューサーとして核問題、アジア経済等のテーマを手がけ、アジアテレビ映像祭グランプリ（’98）地方の時代映像祭グランプリ(’01) 文化庁芸術祭（'03)等受賞作品多数。フジテレビ入社後は編成部副部長、編成センター・メディアプロデュース部副部長、Vice Presidentを歴任しテクノロジーと映像製作の融合領域における企画立案および国際ビジネス展開を行う。Netflix, Alibaba等の海外事業者向けにオリジナル連続ドラマ・アニメを製作し、2015年、AsiaTVForumにて「アジアのメディアを変革するリーダー25人」に選出された。
シカゴ大学経営大学院MBA、シンガポール国立大学公共政策大学院MPA、United States-Japan Foundation Scott M. Johnson Fellow。

## 実績

### JAPAN IN A DAY
2012年、英国の映画監督リドリー・スコットとトニー・スコットを製作総指揮に迎え、東日本大震災をテーマにGoogleとフジテレビが共同製作する日本最初のソーシャル・ムービー JAPAN IN A DAYを企画・製作。第25回東京国際映画祭特別オープニング作品として全世界で劇場公開。

### NIANTIC
2016年、サンフランシスコの拡張現実(AR)スタートアップ NianticにシリーズA出資。Nianticが発売したPokémon GOが世界的大ヒットとなった事により、同年7月フジメディアホールディングスの時価総額を約1000億円上昇させる。同年、Nianticと共にアニメ作品 INGRESS THE ANIMATIONを企画、2018年にNetflixで全世界配信。

### THE WINDOW
2018年、ドイツの公共放送ZDF、イギリスのヒットメーカーで脚本家James Payneとの共同製作で、史上初の欧州と日本の大型共同製作連続ドラマTHE WINDOWを製作発表。英国プレミアリーグの舞台裏を描く。

## 主な演出番組
- JAPAN IN A DAY（2012年）エグゼクティブ・プロデューサー